# Tetragnatha subsquamata
Tetragnatha subsquamata är en spindelart som beskrevs av Yutaka Okuma 1985. Tetragnatha subsquamata ingår i släktet sträckkäkspindlar, och familjen käkspindlar. Inga underarter finns listade i Catalogue of Life.